# Kaeun
Lee Ka-eun (hangul: 이가은; hanja: 李佳恩; rr: I Ga-eun; MR: Yi Ga-ŭn; Yongsan-gu, 20 de agosto de 1994), mais frequentemente creditada na carreira musical apenas como Kaeun (hangul: 가은), é uma cantora e atriz sul-coreana. Realizou sua estreia no cenário musical em junho de 2012 como membro do grupo feminino After School. Iniciou sua carreira de atriz através de uma participação na série de televisão Lovers of Music (Trot Lovers).

## Biografia
Kaeun nasceu no dia 20 de agosto de 1994 em Seul, Coreia do Sul. Quando ainda era criança, se mudou para o Japão e mais tarde foi matriculada em uma escola primária.

## Carreira
No dia 9 de abril de 2012, foi anunciado pela Pledis Entertainment que After School iria adicionar uma nova integrante ao grupo. No dia seguinte, Kaeun foi revelada como nova integrante do grupo. Sua primeira aparição oficial com o grupo ocorreu no concerto Zepp Nagoya. Ela performou o single Bang! ao lado das outras integrantes do grupo e tocou bateria durante a performance de Let's Do It. Kaeun estreou oficialmente como integrante do After School em 20 de julho de 2012, com o lançamento do single Flashback.

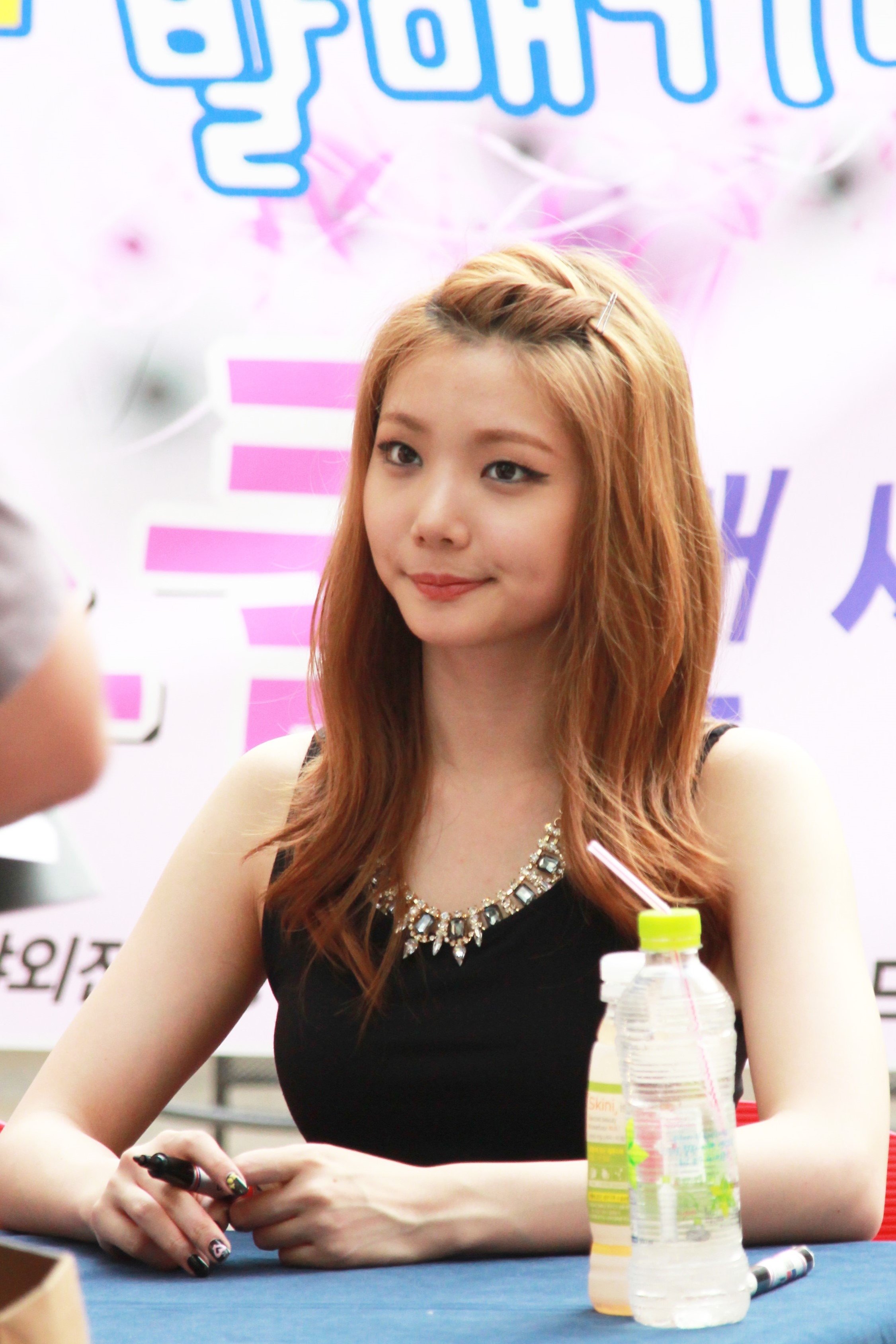
Kaeun durante um evento fansign para as promoções do single First Love.

Em 23 de junho de 2015, Kaeun se tornou rosto modelo para a linha japonesa de shampoos Cordajour CF. No final de 2016, Kaeun foi adicionada ao elendo do novo drama exibido pelo canal SBS, The Idolmaster KR. Em abril de 2017, como parte do drama, ela promoveu como uma integrante do grupo feminino Red Queen, Sojin (Nine Muses), Ari (Tahiti) e Hyeri (IBI). Em maio de 2018, anunciou-se que Kaeun iria se tornar uma concorrente no reality show Produce 48.

## Filmografia

### Séries de televisão
| Ano  | Título                        | Emissora | Papel            | Notas                                            |
| ---- | ----------------------------- | -------- | ---------------- | ------------------------------------------------ |
| 2014 | Lovers of Music (Trot Lovers) | KBS2     | MC do Music Tank | Participação especial com E-Young no episódio 10 |
| 2017 | The Idolmaster KR             | SBS Plus | Chae Nakyung     | Membro do grupo Red Queen                        |

### Programas de televisão
| Ano  | Título                     | Emissora | Função        | Notas                              |
| ---- | -------------------------- | -------- | ------------- | ---------------------------------- |
| 2013 | Easy Korean Cooking        | KBS      | Apresentadora | Com E-Young                        |
| 2014 | Roommate                   | SBS      | Convidada     | Participação especial com Nana     |
| 2014 | After School: Beauty Bible | KBS Joy  | Apresentadora | Elenco principal, com After School |
| 2016 | Get It Beauty              | OnStyle  | Mentora       |                                    |
| 2018 | Produce 48                 | Mnet     | Concorrente   |                                    |